# Grecia en los Juegos Europeos de Bakú 2015
Grecia participó en los Juegos Europeos de Bakú 2015 con una delegación de 138 deportistas. Responsable del equipo nacional fue el Comité Olímpico Helénico, así como las federaciones deportivas nacionales de cada deporte con participación.
El portador de la bandera en la ceremonia de apertura fue el gimnasta Eleftherios Petrounias.

## Medallistas
El equipo de Grecia obtuvo las siguientes medallas:
| Nombre                                | Deporte            | Competición        |
| ------------------------------------- | ------------------ | ------------------ |
| Oro                                   |                    |                    |
| Eleftherios Petrunias                 | Gimnasia artística | Anillas M          |
| Plata                                 |                    |                    |
| Vlasios Maras                         | Gimnasia artística | Barra fija M       |
| Mijail Tzanos                         | Karate             | Kumite –84 kg M    |
| Dimitrios Dimitriu                    | Natación           | 400 m libre M      |
| Anna Korakaki Konstantinos Malgarinos | Tiro               | Pistola 10 m mixto |
| Bronce                                |                    |                    |
| Ilías Iliadis                         | Judo               | –90 kg M           |
| Ilektra Varvara Lebl                  | Natación           | 100 m mariposa F   |
| Equipo                                | Waterpolo          | Torneo F           |
| Equipo                                | Waterpolo          | Torneo M           |